# Mihintale

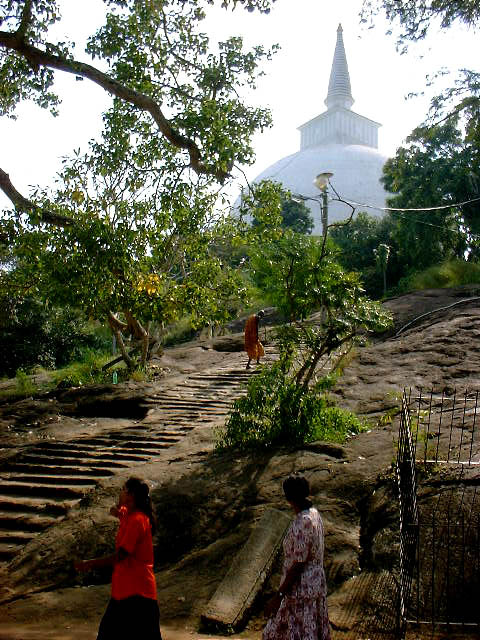
Escalones talados en la roca junto a la estupa.

Mihintale es un pico montañoso cercano a Anuradhapura en Sri Lanka. Los ceilandeses creen que fue el lugar de reunión entre el monje budista Mahinda y el rey Devanampiyatissa, encuentro que inauguró la presencia del budismo en Sri Lanka. Ahora es un lugar de peregrinación, y el emplazamiento de varios monumentos religiosos, algunos abandonados.

## Descripción
Ocho millas al este de Anuradhapura, cerca de la carretera Anuradhapura - Trincomalee está situado en el "Missaka Pabbata", que es de 1.000 metros de altura, y es una de las cumbres de la cadena montañosa. Geográficamente, la cordillera se compone de tres colinas principales: Ambastala ("meseta del mango"), Rajagiri ("montaña del rey") y Aanaikuddy ("montaña del elefante"). La palabra "Aanaikuddy" es tamil, y por lo tanto, esta sierra debe tener alguna relación con los tamiles, probablemente, con los monjes budistas tamiles.

## Leyenda
Según Dipavamsa y Mahavamsa, Mahinda llegó a Sri Lanka desde la India el día de luna llena del mes de Poson y se encontró con el rey Devanampiyatissa y su pueblo, y les transmitió su doctrina. Por eso en el mes de Poson los budistas peregrinan a Anuradhapura y Mihintale.
Mahinda era hijo del emperador Ashoka de la India. Ashoka abrazó el budismo después de haber sido inspirado por un pequeño monje llamado Nigrodha. El rey, que estaba apesadumbrado por la pérdida de vidas causada por las guerras que libraba para expandir su imperio, quedó impresionado por el semblante tranquilo de un monje tan joven. El contacto con este joven monje supuso un punto de inflexión en su vida y, a partir de entonces renunció a la guerra. Estaba decidido a difundir el mensaje de la paz, para neutralizar los efectos de los daños causados por sus luchas previas. Como resultado, su hijo y su hija fueron ordenados discípulos de Buda, alcanzaron la iluminación y se hicieron arhats. 
En su afán por difundir el mensaje de paz y no la guerra, Ashoka envió a su hijo Mahinda a la isla de Sri Lanka. Esta isla estaba gobernada por su amigo el rey Devanampiyatissa. Mahinda era el nombre original del joven, pero se adaptó como "Mihindu" en la lengua vernácula de Sri Lanka, el cingalés. En cingalés Mihin Thal significa literalmente la "meseta de Mihindu". Esta meseta es el terreno plano en la cima de una colina desde donde se suponía que Arhat Mihindu llamó al Devanampiyatissa, para que dejara de disparar a un ciervo en vuelo. 
Desde tiempos antiguos se tallaron un gran número de grandes escalones para subir a Mihintale. Se dice que el rey Devanampiyatissa construyó un vihara y 68 cuevas para los monjes que iban a residir allí. En Mihintale creció poco a poco una serie de viharas budistas, con todos los edificios dependientes característicos de los monasterios de la época.

## El hospital

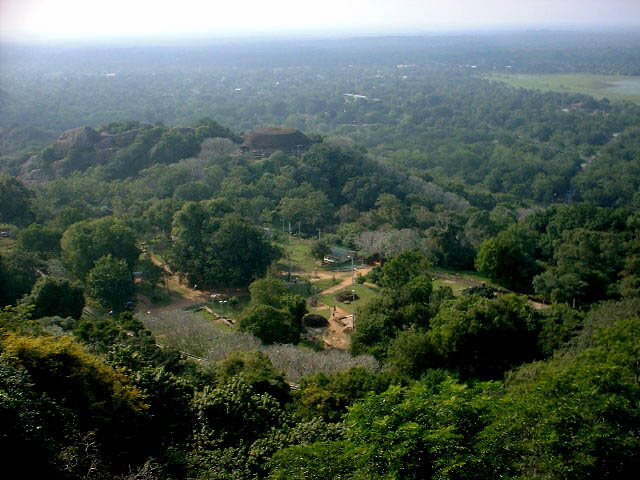
Vista de la entrada desde arriba.

A los pies de la montaña están las ruinas de un hospital. Allí se han desenterrado un baño médico, una inscripción en piedra y urnas pertenecientes a la época antigua. Entre el hospital y los pasos que conducen a la roca se encuentran las ruinas de un gran monasterio. En el edificio de planta cuadrada, que es de 125 pies de largo, hay hermosas esculturas y balaustradas de piedra. La escalera de acceso tiene 1.840 escalones de granito que llevan a la cumbre. Al final de la primera serie de escalones, en el lado derecho de la llanura, hay un pequeño pico de la montaña. En esta se encuentra el famoso Kantaka Cetiya.
Heinz Müller E-Dietz afirma que el hospital de Mihintale quizás es el más antiguo del mundo.

## Kantaka Cetiya
Kantaka Cetiya es una estupa circular que tiene una circunferencia de aproximadamente 425 pies. Tiene tres llantas escalonada. Cuenta con cuatro fachadas orientadas a los cuatro puntos cardinales. Las puertas, llamadas vaahalkada, están decoradas con esculturas de los enanos, animales, figuras humanas, divinas y motivos florales. Una de las esculturas más importantes es el dios cabeza de elefante con dos brazos. Los saivitas lo llaman Ganapati o Ganeesaa. Las esculturas de Ganapati han creado confusión entre los arqueólogos e historiadores. Nadie sabe explicar la conexión entre el dios Ganapati y el budismo. Por lo tanto, los historiadores y arqueólogos cingaleses han tratado de dar una interpretación imaginaria. Los cuatro fachadas tienen diferentes animales en la parte superior de los pilares cuadrados: el elefante en el este, el león en el norte, el caballo en el oeste y el toro en el sur. La mayoría de los arqueólogos de Sri Lanka y la India creen que hay una relación simbólica entre estos animales y los cuatro puntos cardinales. Sin embargo, difieren en la asociación de un animal en particular con una dirección particular.
Sin embargo, en una piedra lunar de Sri Lanka y el capitel del león de Sarnath, encontramos estos cuatro animales esculpidos en la posición de marcha. Al mismo tiempo, en las monedas recogidas en la parte continental del norte de Sri Lanka, la península de Jaffna y Akurugoda de Rununa, nos encontramos con los siguientes símbolos marcados en ellos: 
1. el león por un lado, y un grupo de cuatro puntos colocados en el forma de un cuadrado en el centro de un círculo en el otro lado;
2. el caballo en un lado y un grupo de cuatro puntos colocados en la forma de un cuadrado en el centro de un círculo en el otro lado;
3. el toro en un lado y un grupo de cuatro puntos colocados en la forma de un cuadrado en el centro de un círculo en el otro lado.

## El refectorio
Hay un patio está situado al final del tercer tramo de escaleras. A la izquierda del patio se encuentra el refectorio. El patio es de 62 metros de largo y 25 pies de ancho y está rodeado por el almacén. A cada lado de la entrada al edificio, hay dos inscripciones grabadas en dos grandes bloques de granito conocidas como las inscripciones en piedra Mihintale. Las normas y reglamentos relativos a los efectos administrativos del monasterio están grabados en estas losas de piedra. Esta inscripción, ordenada por Mihindu, contiene registros de los pagos realizados al personal de servicio. En las proximidades de otra llanura es la sala de reuniones de los monjes. Aquí los monjes se reunieron para discutir el Dhamma y el Vinaya. Se trata de un edificio abierto, que es de 62 metros cuadrados y fue construido en 48 pilares de piedra. En el centro de la sala hay una plataforma con cuatro entradas.
Al este del refectorio hay una estupa de 88 metros de circunferencia. No ha sido identificado hasta el momento.

## Ambasthala Dagaba
Está situado en la llanura cerca de la cima de la montaña, y se dice que fue construida por el rey Makalantissa. Las ruinas muestran que hubo una casa rodeando la stupa. El Dagaba sí se dice que consagrar las reliquias del gran apóstol Mahinda. Es aquí que el rey Devanampiyatissa conoció a arhant Mahinda. El lugar tradicional donde tuvo lugar esta reunión está marcada por la Ambasthala Dagaba. 

## La cueva de Mahinda
Llegando de Ambastala Dagaba por la estrecha carretera, en el talud, está la cueva conocida como Mihindu Guhawa o la cueva en la que vivía Mahinda. Es de las cuevas más famosas y la más sagrada para los budistas; contienela losa plana en la que Mahinda acostumbraba a descansar.

### Maha Stupa

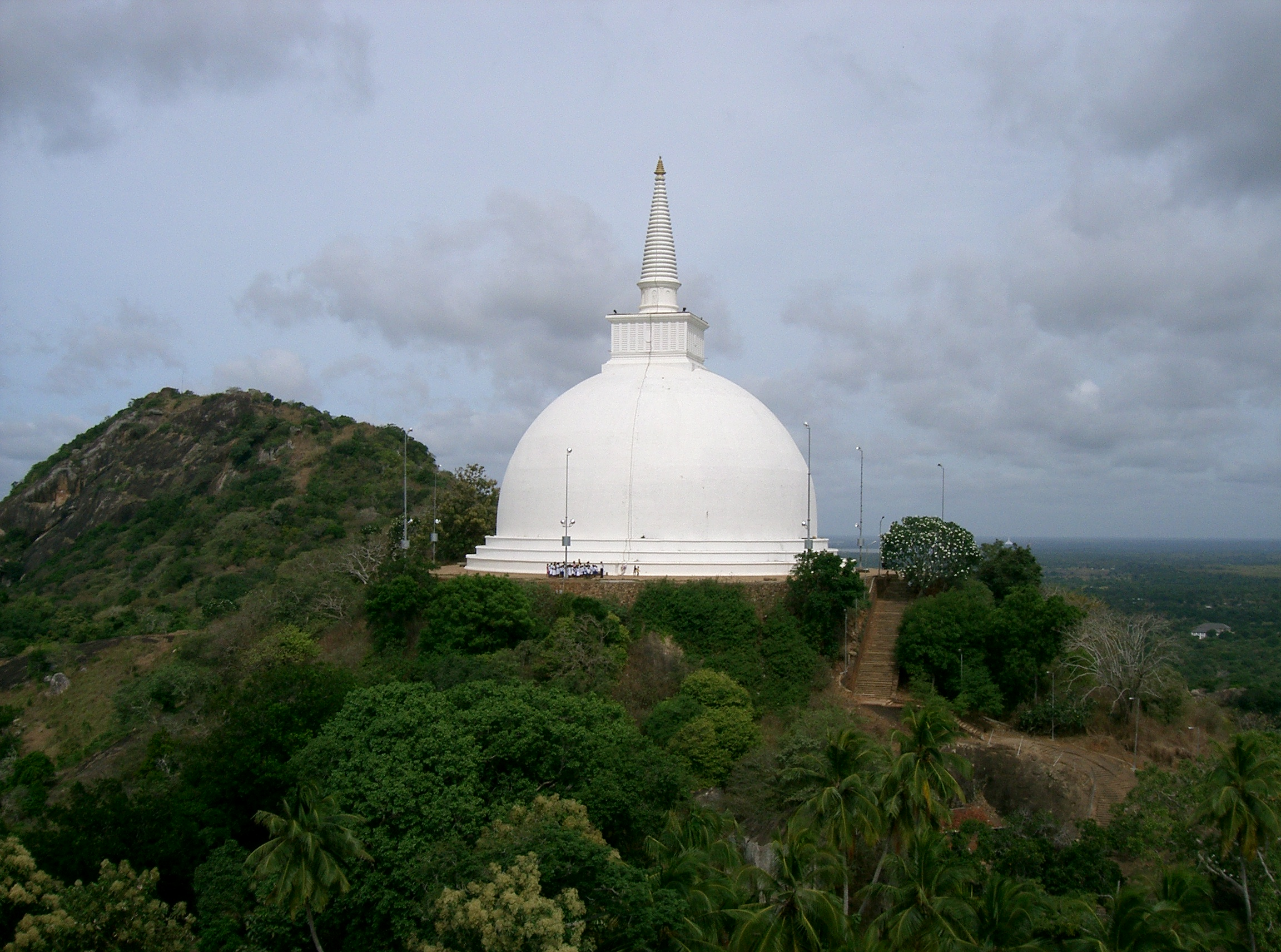
Maha Stupa

Esta gran estupa conocido como el Maha Saya está en la cima de la colina Mihintale, construido por el rey Mahadathika Mahanaga cuya base es de 136 pies de diámetro. La estupa que estaba en un estado ruinoso fue completamente restaurado.

### Aradhana Gala

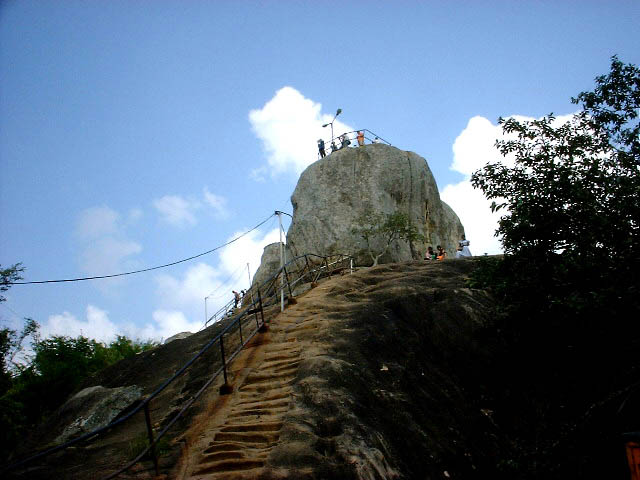
Aradhana Gala, donde aterrizó Arahant Mahinda.

Enfrente de Maha Seya está en la cumbre de una colina. Incluso en los días muy ventosos, los peregrinos no deben dejar de visitar esta roca, que cuenta con barandilla de hierro para ayudar a subir. En los libros antiguos como el Mahavamsa está escrito que Mahinda llegó a Sri Lanka viajando por el aire. Descendió y aterrizó en Sri Lanka en la parte superior de la Aradhana Gala.
Al bajar las escaleras se veía el Naga Pokuna. Este fue construido por el rey Agbo I y su nombre se deriva de que hay figuras de serpientes, y es uno de los más famosos estanques más famosos.

### Kaludiya Pokuna
Es también uno de los famosos estanques en Mihintale. El nombre significa "estanque de agua negra", por el color oscuro de su agua. Se cree que en el día de luna nueva Kalu Rakkhita Thera Buda se sentó bajo el árbol Thimbiriya, cerca de la Kaludiya Pokuna, predicó el sermón basado en Kalakarama Sutta. 